# Calling All Girls
Singles de Queen
Las Palabras de Amor (The Words of Love)
(1982) Back Chat
(1982)
Calling All Girls est une chanson du groupe de rock britannique Queen, sortie en single en 1982 uniquement aux États-Unis, au Canada, en Australie et en Nouvelle-Zélande. Il s'agit du quatrième single extrait de l'album Hot Space sorti la même année.
Elektra Records n'était pas satisfait du choix du groupe de sortir Back Chat en tant que quatrième single extrait d'Hot Space, et choisit plutôt de sortir Calling All Girls qui s'avéra être la première chanson écrite par Roger Taylor à figurer sur la face A d'un single.

## Autour de la chanson
Écrite par Roger Taylor, la chanson n'a pas eu d'impact dans les classements musicaux des quatre pays dans lesquels elle est sortie (États-Unis, au Canada, en Australie et en Nouvelle-Zélande).
La chanson est rarement interprétée lors de la tournée Hot Space Tour. On peut cependant trouver une version en concert de cette chanson, extraite d'un concert au Japon durant cette tournée sur le DVD Queen on Fire: Live at the Bowl ; la chanson illustre une galerie photos.

## Clip
Le clip, réalisé par Brian Grant, est inspiré du film THX 1138 réalisé par George Lucas. On voit tout d'abord le groupe dans une salle de contrôle accompagné de robot-policiers afin de maintenir tout un environnement en ordre. Freddie Mercury est alors surpris en compagnie d'une femme, violant apparemment les règles de conduite de la société dans laquelle ils vivent. Arrêté par les robots, il est examiné par les autres membres de Queen. Emprisonné, il sera par la suite libéré par ses comparses, avant de détruire la salle de contrôle.
Ce clip, tourné avec un faible budget, peut se voir comme un précurseur à celui de Radio Ga Ga deux ans plus tard. Comme la plupart des autres clips de singles issus de Hot Space, il a rarement été diffusé à la télévision, avant d'être disponible sur le DVD Greatest Video Hits 2 (2003). Dans les commentaires audio du DVD, Brian May et Roger Taylor expliquent ne pas aimer ce clip notamment car les paroles n'ont aucun rapport avec la présence de robots dans la vidéo.

## Classements
| Classements (1982) | Meilleure position |
| ------------------ | ------------------ |
| Canada             | 33                 |
| États-Unis         | 66                 |

## Crédits
- Freddie Mercury : chant principal et chœurs
- Brian May : guitare électrique
- Roger Taylor : parolier, batterie, percussions, guitare acoustique et chœurs
- John Deacon : guitare basse
- Reinhold Mack : producteur